# Kryptonyckel
Kryptonyckeln är den information som behövs för att genom kryptering av text eller andra data göra meddelandet obegripligt för obehöriga. Nyckeln kan antingen vara en krypteringsnyckel  för att kryptera, det vill säga göra en text obegriplig, eller en dekrypteringsnyckel  för att dekryptera, det vill säga göra texten läslig igen (omvandla till klartext).

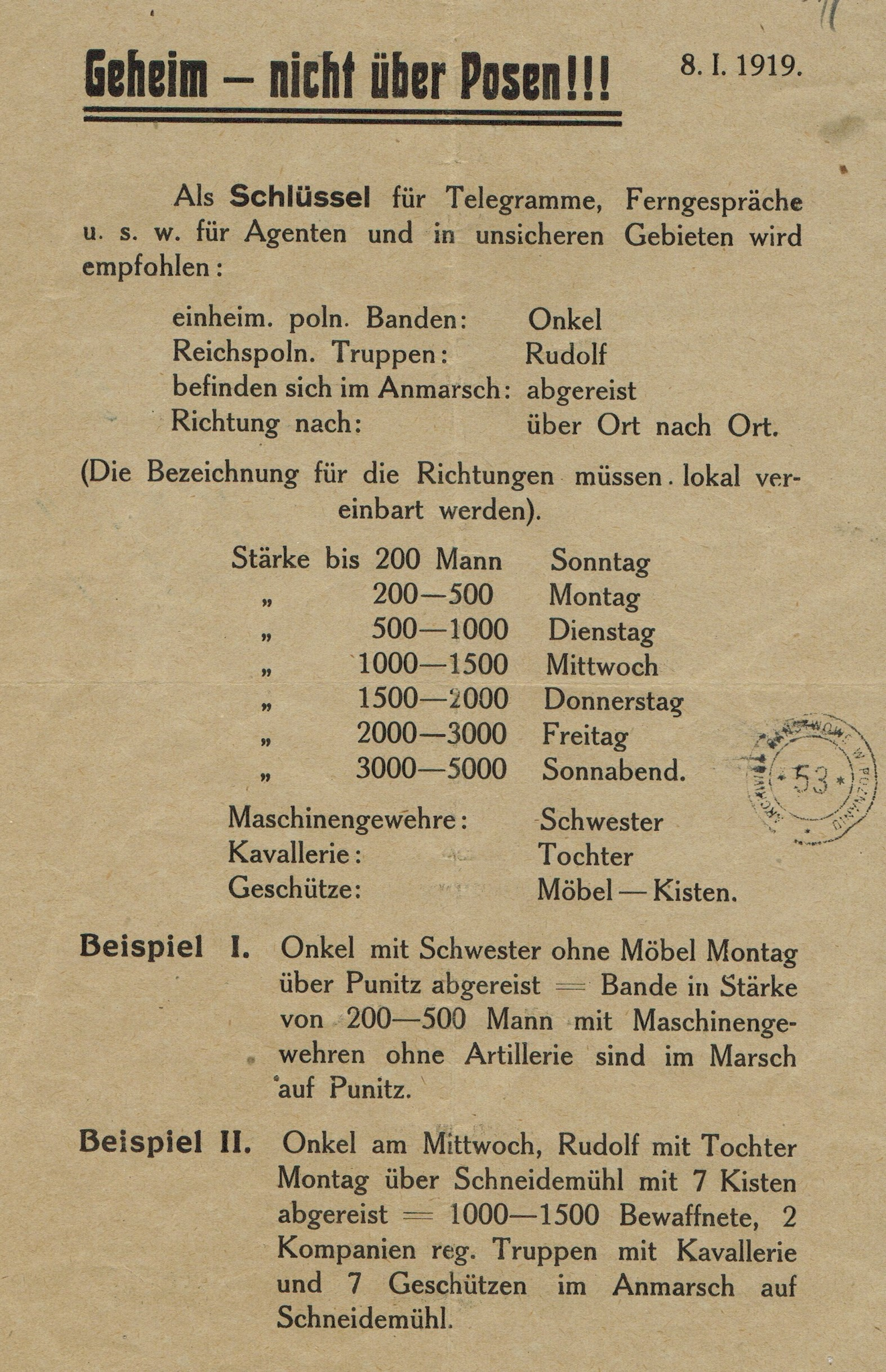
Enkel tysk kryptonyckel för telegram.

Kryptonycklar kan vara av olika slag: 
- hemlig nyckel –  en sluten grupp känner till nyckeln
- privat nyckel –  endast nyckelns ägare känner till nyckeln
- publik nyckel –  kan och bör vara känd av så många som möjligt.

Att utan tillgång till nyckel omvandla en kryptotext till klartext kallas att forcera  kryptot.
I en del länder finns lag som gör att domstolar kan straffa den som ej på behörig myndighets begäran lämnar ut krypteringsnyckeln; se Lag om nyckelutlämning.